# 穆鲁萨瓦尔
穆鲁萨瓦尔（西班牙語：Muruzábal）是西班牙纳瓦拉的一个市镇。总面积6平方公里，总人口264人（2001年），人口密度44人/平方公里。